# Gedik Ahmed Pasza
Gedik Ahmed Pasza (zm. 18 listopada 1482) – wielki wezyr imperium osmańskiego w latach 1474-1477.
Był z pochodzenia Grekiem, Serbem albo Albańczykiem. Dowodził armia osmańską. W 1471 podporządkował imperium osmańskiego Karamanię w Azji Mniejszej. Następnie walczył z Wenecjanami na Morzu Śródziemnym. W 1475 podporządkował Turcji Chanat Krymski oraz zdobył genueńską Kaffę oraz należące do Gabrasów Teodoro. W 1479 zdobył wyspy na Morzu Jońskim (Kefalonia, Zakynthos). W 1480 zaatakował włoski port Otranto należący do Królestwa Neapolu. Podjął też nieudaną próbę zdobycia Rodos. Po śmierci Mehmeda II został zabity z rozkazu sułtana Bajazyta II.